# Grundfør
Grundfør er en landsby i Østjylland med 406 indbyggere  (2024). Grundfør er beliggende nær Nordjyske Motorvej tre kilometer øst for Hinnerup og 17 kilometer nord for Aarhus. Byen ligger i Region Midtjylland og tilhører Favrskov Kommune.
Grundfør er beliggende i Grundfør Sogn og Grundfør Kirke ligger i byen. Endvidere har Grundfør idrætsforeningen GUI med egne boldbaner samt et forsamlingshus. Bag forsamlingshuset er en Genforeningssten. Nævnes bør også det lille gadekær med åkander.
Grundfør betjenes på skoledage af skolebusser til Hinnerup.